# Epicur
Epicur (llatí: Epicurus, grec antic: Ἐπίκουρος) (Samos, 341 aC - Atenes, 270 aC), també conegut com a Epicur de Samos, fou un filòsof grec. És una de les figures més singulars i polèmiques de la filosofia hel·lenística, fundador de l'escola que porta el seu nom (epicureisme). Els aspectes més destacats de la seva doctrina són l'hedonisme racional i l'atomisme. Influït per Demòcrit, Aristip de Cirene, Pirró d'Elis, i possiblement Aristòtil i els cínics, es va tornar contra el platonisme i va establir la seva pròpia escola a Atenes, coneguda com el "Jardí" (kêpos; hortus), on va permetre l'entrada a l'escola de dones, prostitutes i esclaus. Es diu que va escriure més de 300 obres sobre diversos temes, però la gran majoria d'aquests escrits s'han perdut. Només tres cartes escrites per ell, la Carta a Herodot, Pítocles i Meneceu; i dues col·leccions de cites, les Màximes capitals i les Sentències Vaticanes, han sobreviscut intactes.
Com Aristòtil, Epicur era un empirista, la qual cosa significa que creia que els sentits són l'única font de confiança de coneixement sobre el món. Les experiències sensorials repetides es poden utilitzar per a formar conceptes (prolepsis) sobre el món que poden proporcionar la base per a la filosofia. Va derivar gran part de la seva física i cosmologia del filòsof atomista Demòcrit. Va ensenyar que l'univers és infinit i etern, on tota la matèria està formada per diminutes partícules invisibles anomenades àtoms. Es va manifestar en contra del destí, la necessitat i el recurrent sentit grec de fatalisme. La naturalesa, segons Epicur, està regida per la necessitat i l'atzar, entenent aquest com l'absència de causalitat a causa de la desviació (parénklisis) produïda per la caiguda dels àtoms en el buit, permetent així que els humans posseeixin lliure albir com a fonament de l'ètica en un univers determinista.
Per a Epicur, el propòsit de la filosofia era la cerca de la felicitat (eudaimonia), caracteritzada per l'absència de torbació a l'ànima (ataraxia) i de dolor al cos (aponia). La seva ètica hedonista considera preocupar-se pel plaer i evitar el dolor el propòsit de la vida humana; sempre d'una manera racional per a evitar els excessos, perquè aquests provoquen un sofriment posterior. Els plaers de l'esperit són superiors als del cos, i tots dos han de satisfer-se amb intel·ligència, procurant arribar a un estat de benestar corporal i espiritual. Criticava tant el desenfrenament com la renúncia als plaers de la carn, i arguïa que hauria de trobar-se un terme mitjà i que els gaudis carnals haurien de satisfer-se, sempre que no comportessin un dolor en el futur. Va manifestar que els mites religiosos són falsedats que amarguen la vida i que no s'ha de témer als déus perquè no es preocupaven per les nostres vicissituds. Va advocar per una filosofia de vida senzilla i autosuficient envoltada d'amics.
Una altra aportació important d'Epicur va ser la seva filosofia respecte a la mort, Epicur va voler reduir-ne la por, i ajudar a la trobar de la nostra felicitat. El seu pensament consistia en el fet que no cal témer a la mort, ja que aquesta consisteix en la falta de sensació, per la qual cosa no té sentit espantar-nos per res que no sentirem mai. Al seu torn, va explicar que mentre existim, la mort no estarà present, i quan estigui present, nosaltres no existirem, la qual cosa significa que mai no estarem en una relació directa amb la nostra mort, concloent així amb la idea que no cal témer-li a alguna cosa que no estarà present mentre existim en aquest món.
Encara que la major part de la seva obra s'ha perdut, coneixem bé els seus ensenyaments a través de l'obra De rerum natura, del poeta llatí Lucreci (un homenatge a Epicur i una exposició àmplia de les seves idees), i també a través de les seves cartes recollides per Diògenes Laerci i fragments rescatats per altres filòsofs com Filodem de Gàdara, Diògenes d'Enoanda, Sext Empíric, Sèneca i Ciceró. L'epicureisme va aconseguir el cim de la seva popularitat durant els últims anys de la república romana. Es va extingir a la fi de l'antiguitat, subjecte a l'hostilitat del cristianisme primitiu. Al llarg de l'Edat mitjana, Epicur va ser recordat popularment, encara que de manera inexacta, com un patró de borratxos, prostitutes i goluts. Els seus ensenyaments gradualment es van fer més coneguts al segle xv, però no es van tornar acceptables fins al segle XVII amb figures com Walter Charleton i Robert Boyle. La seva influència va créixer considerablement durant i després de la Il·lustració, impactant profundament les idees de pensadors moderns com Pierre Gassendi, John Locke, Thomas Jefferson, Jeremy Bentham, Karl Marx i Michel Onfray.

## Biografia
El 10 de juny del 323 aC moria Alexandre Magne a Pèrsia, a 33 anys, potser com a conseqüència de malària, d'un verí o -segons els malpensats- d'una borratxera. Aquest fet va canviar el curs de la història antiga. Un adversari d'Alexandre, el polític atenès Demòstenes, ja havia avisat que: la sentor d'aquest cadàver omplirà l'univers i així va ser. Els generals d'Alexandre, anomenats diàdocs (successors), comencen tot un seguit de guerres per intentar prendre el control de l'imperi més extens que havien vist els segles. Moltes de les ciutats que ell havia conquerit van intentar recuperar les seves llibertats i desfer-se del jou macedònic. La situació política porta inseguretat i misèria al poble... S'iniciava -sense que els contemporanis en fossin gaire conscients- l'època hel·lenística, caracteritzada per l'anorreament del més gran descobriment espiritual grec: la polis. Epicur de Samos (341-270 aC) és un personatge inseparable d'aquesta crisi intel·lectual. Serà ell qui posi els fonaments filosòfics de l'individualisme en una època de crisi. En aquest sentit, la seva filosofia moral va més enllà del seu moment històric i és encara la guia de la teoria individualista i de les actituds utilitaristes contemporànies.
Potser la descripció més sintètica del personatge va proposar-la Nietzsche a La genealogia de la moral [III, 17]: Epicur, aquell home lúcid, fred, fred a la manera grega, però malaltís. Resulta difícil resumir amb menys paraules el tarannà vital d'Epicur de Samos en la mesura que la seva peripècia vital, que està vinculada a la desfeta de la polis, el converteix en espectador més que protagonista de la història. Epicur fou sempre un filòsof perifèric, amb vocació de marginal, víctima d'un moment d'extraordinària confusió política. Va néixer a Samos, una illa a la mar Egea propera a les costes de l'actual Turquia, en una família d'origen atenès que havia anat a parar allí, fugint de la misèria, com a ocupants i colonitzadors de la terra, portats després d'una expedició militar. Segons les fonts antigues, el pare d'Epicur, Neocles, era un fosc mestre de minyons que es va veure obligat a sortir d'Atenes, cercant en l'emigració una vida millor per als seus. Però entre les mesures adoptades en la seva política de pacificació interna de l'imperi, Alexandre va ordenar que totes les terres confiscades com a conseqüència de guerres entre ciutats hel·lèniques fossin tornades als seus propietaris legítims. Així la família d'Epicur, que pertanyia a les forces d'ocupació fou desposseïda dels seus béns. El decret, aplicat l'any 322 aC, mentre Epicur feia el servei militar a Atenes, significà que el futur filòsof mai no va tornar a Samos, sinó que s'hagué de guanyar la vida com a professor de retòrica i de filosofia en diverses ciutats gregues a les costes d'Àsia menor.
L'any 306 aC Epicur es va instal·lar a Atenes, acompanyat ja per un grapat de deixebles que havia anat formant en els seus anys de professor ambulant i pels seus germans, amb els quals estava molt unit. En aquell moment a la ciutat, molt decaiguda políticament, hi són presents i actives un bon nombre d'escoles filosòfiques (les més prestigioses eren l'Acadèmia i el Liceu) que competien per aconseguir alumnes entre els joves rics i entre els forasters. Epicur organitzà el seu grup d'una manera força diferent. Per a ell, la saviesa és l'art del bon viure. Comprà un terreny, anomenat El jardí i s'hi instal·là, no amb la pretensió de fer grans teories sinó per viure una vida modesta i harmònica en amistat. A més, no reclutà la seva clientela entre els poderosos, sinó que decretà l'absoluta igualtat entre tots els seus deixebles. Lactanci a les Divinae institutiones diu que: «Epicur va fer extensiva la seva crida també als incultes». Segons el testimoni de Ciceró, que va visitar Atenes l'any 78 aC, el Jardí, en grec Kepos, era més aviat un hort al voltant d'una petita edificació gens luxosa. Al Jardí també eren admesos esclaus i dones, llavors marginades de la filosofia. Segons la tradició, entre els deixebles hi havia àdhuc una prostituta, Leòncion, amant del mestre; però coneixent la misogínia de l'Antiguitat, és possible que ella fos només una dona lliure que hom volgués desprestigiar per dedicar-se a una activitat que el masclisme de l'època considerava incompatible amb la feminitat.
El jardí d'Epicur era un espai per a la llibertat, on s'intentà viure en una fraternitat dels savis, fora de l'abast de la política de l'època. Viure amagat i practicar la moderació fou la seva norma. Això converteix l'escola epicúria en un grup més o menys marginal, precari i amb un estatut jurídic no gaire clar a la ciutat d'Atenes. Però Epicur és també un personatge obsessionat per la mort i per la inseguretat de l'època, que vol fer de la seva filosofia un refugi en les maltempsades. En un moment de crisi llegir-lo ens pot ensenyar, sobretot, el valor de les petites coses: el cos, l'amistat i la felicitat basada en la moderació són els eixos de la seva filosofia.

## Doctrina
Va elaborar una doctrina moral hedonista, basada en una filosofia natural d'inspiració atomista. La seva obra més important conservada és la Carta a Meneceu, síntesi de les seves teories sobre la mort, el plaer, la felicitat i la negació al suïcidi. Epicur afirma que la filosofia és necessària per a tothom, perquè ensenya i prescriu el camí de la felicitat, i perquè és el remei per als quatre grans mals de la humanitat (tetrafàrmac), que són:
- La por dels déus.
- La por de la mort.
- La por del destí.
- La por del dolor.

Modernament, s'atribueix a Epicur la visió que totes les explicacions plausibles d'un fet han de ser preservades, en contraposició a la visió de la navalla d'Occam, per la qual hom ha de retenir l'explicació més simple d'un fenomen. La idea epicúria de la multiplicitat deriva de la visió d'Epicur favorable als diversos plaers, fins i tot en l'excés i la diversitat.
Divideix la filosofia en tres grans apartats:
1. Lògica
2. Física
3. Ètica

Algunes idees que desenvolupà Epicur són:
- Ataràxia: serenitat, absència de torbació en l'ànima, condició de la vida feliç.
- Amistat: és la fórmula de la convivència, manifestació de la sociabilitat com el plaer, l'amistat és un imperatiu natural, que ens rescata de l'egoisme i ens projecta als altres, que necessitem per viure i sobreviure feliços.
- Divinitats: No cal témer els déus, perquè aquests no s'interposen en la vida dels humans. No hi ha providència divina: L'home és lliure i la felicitat és a les seves mans.
- Mort: No cal témer la mort perquè la mort és privació de sensació i, per tant, no comporta cap dolor. Quan nosaltres hi som, la mort no hi és. Quan la mort hi serà, nosaltres no hi serem.

### Lògica
La lògica o canònica serveix per abastar la veritat. Epicur assenyala la importància de definir clarament el significat de les paraules i estableix uns cànons o criteris que regeixen les formes de coneixement:
- Les sensacions, que ens proposen la informació.
- Les anticipacions, interpretacions subjectives del món.
- Els afectes (plaer i dolor), que ens orienten sobre el bé i el mal.

### Física
Epicur adoptà la teoria atomista formada per Demòcrit, i hi va introduir un element de llibertat en el moment etern dels àtoms, que anomenà declinació (parénklisis, clinamen en Lucreci). Els àtoms constitueixen tot l'univers, incloent-hi les ànimes (sensació, ment, raó), que són, per tant, materials i moren amb el cos, de manera que no cal témer la mort.

### Ètica
Epicur remarca la importància del cos com a fonament de l'existència i afirma que la felicitat de l'ésser humà consisteix en el plaer. Aquest plaer es basa en l'evitació del dolor mitjançant l'automoderació dels desigs.
La felicitat s'obté mitjançant l'autosuficiència de la persona (autarquia) i la mesura en la satisfacció dels plaers naturals i necessaris, i es manifesta en l'ataràxia o serenitat de l'ànima.
Per abastar aquest estat de serenitat, recomana l'allunyament de la política, la indiferència davant dels déus i el conreu de l'amistat.
Epicur fa una curosa categorització dels plaers, indicant quins són recomanables i quins no.
Epicur assenyala que existeixen tres tipus de desitjos: 
- Els naturals i necessaris: les necessitats físiques bàsiques, alimentar-se, calmar la set, l'abric i el sentiment de seguretat; en una paraula, alguns d'aquests plaers són els plaers del ventre.
- Els naturals i innecessaris: la conversa amena, la gratificació sexual i les arts.
- Els innaturals i innecessaris, que considera superflus: la recerca de la fama, del poder polític o del prestigi.

Epicur va formular algunes recomanacions respecte a aquestes categories de desitjos: 
- L'ésser humà ha de satisfer els desitjos naturals necessaris de la manera més econòmica possible.
- Es poden perseguir els desitjos naturals innecessaris fins a la satisfacció del cor, però no més enllà.
- No s'ha d'arriscar la salut, l'amistat, l'economia en la recerca de satisfer un desig innecessari, car això només condueix a un patiment futur.
- Cal evitar els desitjos innaturals innecessaris, puix que el plaer o satisfacció que produeixen és efímer.

També distingia entre dos tipus de plaers, basats en la divisió de l'ésser humà en dos ens diferents però units, el cos i l'ànima:
- plaers del cos: encara que considera que són els més importants, en el fons la seva proposta és la renúncia d'aquests plaers i la recerca de la manca d'apetit i dolor corporal;
- plaers de l'ànima: el plaer de l'ànima és superior al plaer del cos, car el corporal té vigència en el moment present, però és efímer i temporal, mentre que els de l'ànima són més duradors i a més poden eliminar o atenuar els dolors del cos.

Epicur diu que "tot plaer és un bé en la mesura que té per companya la natura". Els plaers vans no són bons, perquè a la llarga implicaran dolor i no sols són més difícils d'aconseguir, sinó a més a més fàcils de perdre.
També parla de la importància de posseir una virtut per a triar i ordenar els plaers: la prudència.
El discerniment dels diferents plaers i la recta prudència permeten acostar-se a una vida feliç, la qual cosa constitueix l'objecte de la filosofia.
Epicur valorava com a plaer fonamental la tranquil·litat de l'ànima i l'absència de dolor: "l'absència de torbació i de dolor són plaers estables; en canvi, la joia i l'alegria resulten plaers en moviment per la seva vivacitat. Quan diem que el plaer és un fi, no ens referim als plaers dels immoderats, sinó a trobar-nos lliures de patiments del cos i de torbació de l'ànima". Una vida envoltada d'amistats i de plaers moderats amb el mínim de dolors possibles i tranquil·litat en l'ànima, dona la felicitat.
L'ètica d'Epicur s'oposa a les ètiques simples trempades de tipus "beure, fumar i fer l'amor". També s'oposa a la religió, la qual imposa elements com per exemple la por als déus o la realització de rituals per obtenir el favor de la divinitat, ambdós elements contraris a la tranquil·litat del savi.
Epicur anomenava plaers del ventre, tal com ell mateix els definia en textos conservats, a plaers com una mica de pa i de formatge, és a dir, els plaers del ventre són generalment, per no dir sempre, plaers ascetes que ajuden a afrontar la vida. Epicur deia: "El meu cos es remou de plaer quan visc a pa i aigua, i escupo sobre els plaers refinats, no per ells mateixos, que quedi clar, sinó per les incomoditats que suposen". Encara que l'expressió "plaer del ventre" pugui fer pensar en menjars deliciosos, en tot cas aquest no era el significat que li donà originalment Epicur. Alguns rivals de l'escola epicurea, per exemple Ciceró, varen distorsionar la "seva" visió dels plaers del ventre i els varen associar a menjars refinats i cars, en contra de l'autèntic ascetisme de l'escola epicurea, amb l'esperança de desprestigiar i vulgaritzar aquesta escola. Potser cal tenir en compte que, per al segle I i II dC, alguns epicuris distorsionaren els plaers del ventre i es dedicaren a orgies i a saraus, tot ignorant els ensenyaments originals d'Epicur.